# Зигмунд Фройд
Зигмунд Фройд (на немски: Sigmund Freud, 1856 – 1939) е австрийски невролог и психолог, основател на психоанализата, която е сред основните течения в психотерапията.
Фройд започва кариерата си като лекар във Виена, където се запознава с редица личности, оказали влияние върху развитието на психоанализата. Неговото приятелство с Вилхелм Флис, сътрудничеството му с Йозеф Бройер, влиянието на Жан-Мартен Шарко и теориите за хипнозата на Салпетриерската школа го насочват към преосмисляне на психичните процеси и състояния и най-вече на идеите за несъзнаваното, сънищата и неврозата. В резултат на това той разработва своя терапевтична техника, която става известна като психоанализа.
Фройд обединява цяло поколение психотерапевти, които постепенно развиват психоанализата, първоначално в Австрия, след това в Швейцария и Берлин, а по-късно и в Париж, Лондон и Съединените американски щати. Въпреки вътрешните разцепления и критиките на някои психиатри, в годините между двете световни войни психоанализата се налага като нова дисциплина на хуманитарните науки. През 1938 година под заплахата на националсоциалистическия режим Фройд, който е с еврейски произход, напуска Виена и се установява в Лондон, където умира от рак през следващата година.
Психоанализата, получила това име през 1896 година, се основава на поредица хипотези и концепции, разработени или възприети от Зигмунд Фройд. Централно място сред тях е техниката на лечение, в чието разработване участва и Йозеф Бройер. Други основни концепции са хипотезата за несъзнателното, за изтласкването, защитните механизми, нарцисизма, Аза, идеалното Аз, както и метапсихологични идеи, като психосексуалното развитие, едиповия комплекс, кастрационния комплекс.

## Биография

### Ранни години

#### Произход и детство
Зигизмунд Шломо Фройд е роден на 6 май 1856 година в еврейско семейство в град Фрайберг (днес Пршибор) в Моравия, Чехия, по това време част от Австрийската империя. За произхода на семейството няма много сведения, но се предполага, че то произлиза от Галиция. Баща му Каламон Якоб Фройд (1815 – 1896) е скромен търговец на вълна и има две деца от предишни бракове. Зигмунд е първото дете от неговия втори или трети брак, с Амалия Натансон (1836 – 1931), от който се раждат още пет момичета (Анна, Роза, Мици, Долфи и Паула) и едно момче (Александър).
Според неговия биограф Анри Еленбергер „животът на Фройд е пример за постепенно обществено издигане от долната средна класа до най-висшата буржоазия“. Семейството му, както повечето виенски евреи, постепенно се асимилира в местното общество. Младият Зигмунд не е възпитаван в стриктно следване на еврейските традиции и макар че е обрязан при раждането си, образованието му не е традиционалистично, а отворено към философията на Просвещението. Той говори немски език, както и ладински, езика на сефарадите.
Зигмунд Фройд прекарва първите си три години във Фрайберг, след което семейството се премества в Лайпциг, а през февруари 1860 година се установява за постоянно в еврейския квартал на Виена, някогашното гето на австрийската столица. Фройд остава да живее там до принудителното си изгнание след аншлуса от 1938 година. Между 1860 и 1865 година семейството се мести многократно в квартала, докато накрая се установява в Пфефергасе в Леополдщат.
Зигмунд получава първите си уроци от майка си, а след това и от баща си, след което, по спомените на неговата сестра, е изпратен в частно училище. Той учи в еврейските начални училища в квартала, като още осемгодишен чете Шекспир, Омир, Шилер и Гьоте.
От 1866 до 1873 година учи в средно училище. Отличен ученик, той е първенец на класа си през тези седем години в общинската гимназия. Сред неговите учители там са ботаникът Алоис Покорни, историкът Анака и политикът Виктор фон Краус. Фройд научава и испански език, заедно със своя приятел от детинство Едуард Зилберщайн, с когото по-късно поддържа оживена кореспонденция. Освен това той има познания по италиански, френски, латински и гръцки език. През 1873 година завършва гимназия, получавайки отлична оценка на матурата.

#### Университет
След краткотраен интерес към правото, който проявява под влияние на своя приятел Хайнрих Браун, Фройд се насочва към кариерата на зоолог. Все пак той решава да учи медицина, може би подтикнат и от чутото по време на публично четене стихотворение на Карл Брюл „Природа“, приписвано по това време на Гьоте. В края на 1873 година той постъпва във Виенския университет, където става привърженик на биологичния дарвинизъм, превърнал се в модел за собствените му научни изследвания.
По време на своето следване Зигмунд Фройд асистира в курсовете на философа Франц Брентано и ентусиазирано прочита „Мислителите на Гърция“ на Теодор Гомперц и томовете на „История на гръцката цивилизация“ на Якоб Буркхарт. Брентано разглежда възможното съществуване на несъзнаван ум в своята книга от 1874 година „Психологията от емпирична гледна точка“. Макар самият той да отхвърля несъзнаваното, разсъжденията му вероятно помагат на Фройд да се запознае с тази концепция. Той се запознава и с трудовете на Теодор Липс, който е един от главните застъпници на идеята за несъзнаваното и емпатията.
Фройд чете Фридрих Ницше като студент и купува неговите събрани работи през 1900 година, годината на смъртта му. След като съобщава на Вилхелм Флийс, че е купил събраните работи на Ницше Фройд добавя, че все още не ги е отворил. Ученици на Фройд започват да отбелязват аналогии между неговата работа и тази на Ницше, които Фройд разработва по-късно. След ранния интерес към него Фройд се обръща надругаде и насочва вниманието си далеч от метафизичните въпроси.
Зигмунд Фройд се дипломира осем години след началото на своето следване, тъй като го прекъсва на няколко пъти, заради военната си служба и заниманията си с научни изследвания извън рамките на редовното обучение. През 1876 година, с финансовата подкрепа на Министерството на просветата, той провежда изследвания върху жизнения цикъл на змиорките в станцията по експериментална морска биология в Триест, ръководена от Карл Клаус. Той прави дисекции на голям брой змиорки и потвърждава наличието на тестиси при мъжките.
Между 1876 и 1882 година Фройд сътрудничи на физиолога Ернст Вилхелм фон Брюке, чиито теории оказват значително влияние върху него. В оглавявания от Фон Брюке Физиологически институт, където постъпва през октомври 1876 година като физиолог-асистент, Фройд се запознава с лекарите Зигмунд Екснер, Ернст Флайшъл фон Марксов и най-вече Йозеф Бройер, който му прави силно впечатление и привлича вниманието му към случая на млада истеричка, станала известна по-късно с псевдонима Анна О.. При Фон Брюке Фройд се занимава с изследвания в две области, които малко по-късно привличат по-широко внимание – невроните и кокаина. През този период той става привърженик на позитивистките теории на Емил дю Боа-Реймон, които описват биологичните процеси като детерминистично определени от физико-химичните сили.
Фройд започва да пуши тютюн на 24 години – отначало е пушач на цигари, а впоследствие и на пури. Той смята, че пушенето засилва капацитета за работа и че може да го контролира. Въпреки предупрежденията на своя колега Вилхелм Флис и влошаването на здравето си, Фройд остава пушач, като в крайна сметка заболява от рак на небцето.
През 1879 – 1880 година Фройд отбива военната си служба. Той използва това време, за да започне свой превод на събраните съчинения на Джон Стюарт Мил, от които превежда само есето за еманципацията на жените, и за да задълбочи своите познания за теориите на Чарлз Дарвин. През юни 1880 и март 1881 година Фройд издържа своите финални изпити в университета и на 31 март 1881 година се дипломира.

#### Медицинска практика
Непосредствено след дипломирането си Зигмунд Фройд продължава своята работа във Физиологичния институт на Ернст Вилхелм фон Брюке, а след това в продължение на два семестъра работи в химическа лаборатория. Същевременно той прави и собствени изследвания в областта на хистологията.
През юни 1882 година Фройд напуска Фон Брюке, за да започне лекарската си практика. Самият той по-късно твърди, че причина за това е съветът на Фон Брюке, според когото това би му създало добра репутация. Според някои биографи, целта на Фройд е да подобри материалното си положение, тъй като по това време се запознава с Марта Бернайс, дъщеря на заможен еврейски търговец, за която има намерение да се ожени. Въпреки това, двамата се женят едва през 1886 година, когато Фройд открива собствен кабинет за консултации.
През октомври 1882 година Зигмунд Фройд става хирург във Виенската болница, която по това време е един от медицинските центрове със световно значение. От май следващата година работи в психиатричния отдел под ръководството на Теодор Майнерт, където продължава изследванията си в областта на хистологията, работейки главно върху гръбначния мозък.
През септември 1883 година Фройд е прехвърлен в отделението на доктор Шолц, където придобива първия си клиничен опит с нервно болни. През декември същата година, след като прочита статия на доктор Ашенбрант, той насочва интереса си към кокаина и стига до извода, че той има положителен ефект при умора и симптоми на неврастения. В своя статия „За коката“ („Über Coca“) от юли 1884 година той препоръчва употребата му при различни проблеми. Прочитайки публикация за лекуването с кокаин на пристрастяване към морфин, Фройд прави опит да го приложи върху своя колега и приятел Флайшъл фон Марксов, но не постига успех и той по-късно се самоубива.

#### Психоанализа
Карл Юнг пуска слуха, че може да са се развили романтични отношения между Фройд и неговата балдъза Мина Бернайс, която се мести в апартамента на Фройд на „Бергасе“ 19 през 1896 година. Ханс Айзенк смята, че имат връзка, която води до аборт за госпожица Бернайс. През 2006 година публикация на книгата за записване на гости на швейцарски хотел с дата 13 август 1898 г. дава основание на някои изследователи на Фройд (включително Гей), да приемат, че има фактическо основание за тези слухове.

#### Последни години
Фройд желае да създаде международен психоаналитичен институт във Виена по време на управлението на Хитлер и е критикуван от Шандор Радо и други, които посочвали тази идея като „политически непрактична“.

## Пациенти на Фройд
Не многото пациенти на Фройд от това време са били „Златни невропати“: Фройд е лекувал само и изключително много богати пациенти, като например Фани Мозер, която е имала репутацията да е най-богатата жена в Централна Европа по това време. Фройд е приемал единствено плащания в чужда валута, като цените са достигали 10$ за сеанс, като Фройд е предписвал между 6 и 12 сеанса на седмица, а леченията са продължавали с години. Така например, лечението на Елфриде Хирсфелд от обсесивно-компулсивно разстройство, продължило 7 години (1600 сеанса), не е дало никакъв резултат, въпреки астрономическата сума, похарчена от пациента.
Първоначално Фройд е смятал, че шест месеца психоанализа за пациент ще са напълно достатъчни. Но за съжаление при някои пациенти това не е било достатъчно. С промяната на целите на лечението, то се е налагало да продължи 4, 5 или повече години. В никоя друга култура един човек не слуша мислите и проблемите на друг човек в продължение на стотици часове с нужното внимание.
Фройд често предписва на пациентите си да му дават скъпи подаръци, като изтъква, че за психическото им здраве е добре да изпитват благодарност към него. Така например, Фройд провежда лечение на баронеса Мари фон Ферстел, която отишла при него да се лекува от запек, със следния съвет: „Трябва да се научите да не се стискате! Например, като ми давате повече пари!“. Баронесата подарява вила в известен курорт на Фройд, която той бързо продава, без това да доведе до желания слабителен ефект.
Съществува митът, че икономически
бедните, необразовани пациенти и тези,
произхождащи от малцинствени групи, не
реагират на психодинамична терапия. Истината е, че тя просто не им се предлага.
Когато това се направи, те се повлияват.
Фройд е песимист по отношение на лекуването на пациенти над 40-годишна възраст, но се оказва в грешка.
Състоянието на повечето пациенти на Фройд се влошава. От 31 пациента от периода след 1920 г., трима се самоубиват, а четирима извършват опит за самоубийство. Не е документиран нито един случай на успешно излекуван от Фройд пациент и много от тях свършват в лудница. За сметка на това, Фройд не се колебае, въпреки липсата на клинични доказателства, да „изработва грандиозни теории на несъществуващи основи“.

## Възгледи на Фройд

### Психосексуално развитие
Фройд нарича „детска амнезия“ неспособността на човек да си спомни ясно първите 2 години от живота си, през които е обучаван как да се държи според изискванията на обществото, в което се е появил. Фази на развитието на детето според учението на Фройд:
- орална фаза (0 – 1,5 г.) – първите месеци от живота на индивида, в които светът се познава чрез усещания на устата.
- анална фаза (1,5 – 3 г.) – периода на обучение къде и как да отделя детето. Начало на социални властови игри: детето се научава как чрез определен физиологичен акт да повлияе върху възрастните, да ги накара да бъдат „добри“ или „лоши“. Също тогава се появява асоциацията между фекалии и „подарък“, „богатство“. Затова в европейските езици скъперниците се наричат „стиснати“, а богатите се „въргалят в пари“.
- фалическа фаза (3 – 6 г.) – периода на протичането на Едиповия комплекс. Детето е обзето от чувство на любов и привързаност към родителя от противоположния пол и от амбивалентно чувство на подражание и съперничество към родителя от същия пол.
- генитална фаза – при пубертета, при здравия индивид фокусът на желанията и удоволствията се центрира върху гениталиите. При неуспешно преминаване към генитална фаза, сексуалността на индивида продължава да е центрирана на орални или анални преживявания.

Накратко, според Фройд динамиката на психическите конфликти се базира върху противопоставянето на дълбинните импулси на човешкия индивид и изискванията на обществените норми, закони и ценности. Веднага след раждането си, за разлика от другите животински видове, човешкото дете бива подлагано на специфичен тренинг, през който се научава първо чрез външна принуда (родители/настойници), а после и чрез вътрешна принуда (Суперего), да контролира своите импулси за:
- дефекация;
- уриниране;
- пускане на газове;
- оригване;
- пипане на своето тяло;
- движения на лицевите мускули;
- сила и тембър на звуци, издавани с уста;
- позиции, които тялото заема при почивка или работа;
- спане;
- хранене;
- телесна близост с родителите/другите деца[50].

Тъй като много малко бебета/деца биват тренирани в това поведение по не-травматичен начин, то повечето емоционални и психически проблеми на възрастните могат да бъдат проследени до травма от детството, в периода в който е била оформяна базата на психическата структура на пациента.

### Сексуалност
През 1912 година Фройд публикува „Относно универсалната тенденция за принизяване в сферата на любовта“. В този труд Фройд дава обяснение защо толкова много мъже могат да бъдат потентни само ако доминират и унизяват жени по време на секс. През епохата на Фройд много „културни“ джентълмени въобще не са способни да правят секс със съпругите си и ограничавайки контактите с тях до разговори и целувки, се разтоварват сексуално чрез услугите на проститутки. Обяснението, което дава психоанализата, е следното: първите жени, които малкото момче обича, са майката и/или сестрата. Тъй като телесната близост с тях става забранена, когато момчето пораства, то всеки път, когато порасналият мъж чувства истинска близост с жена, се активира старата антикръвосмешителна забрана, и той не може да бъде потентен. Затова той има нужда от сексуален обект, който да е безличен, не възприеман като истинска личност.
Друг принос в разбирането на сексуалното поведение на хората от Фройд, е фетишизмът („Фетишизъм“, 1927). Механизмът на фетишизма е следният: малкото момче първоначално смята, че всички са устроени като него, вкл. притежаване на пенис. Когато момчето открива, че момичетата и жените нямат пенис, това не се приема като естествено състояние на нещата, а като следствие на наказание, наложено върху жените, т.е. жените нямат пениси, защото са наказани. И ако той – малкото момче – не внимава, също ще бъде наказан и ще му бъде махнат пенисът. Момчето и мъжът цял живот са длъжни да доказват на света отново и отново, че не са жени, т.е. че имат пенис. Заради тези широко разпространени психически явления, жените използват толкова много „символни пениси“, с които да излъжат подсъзнанието на мъжете, че всъщност всички имат пениси и никой не е заплашен, и така им приспиват тревогата чрез: токчета, дълги боядисани нокти, показване на оголени крака и т.н. Всичко това се развива в сферата на 90-те процента несъзнавана активност. Атрибутът, който възбужда и привлича в една жена съответния мъж – например „предизвикателни“ ботуши или „добри крака“, или „порнографски токчета“; или плакат/картина на сексуална жена, държаща фантастичен автомат, или меч, или моторен трион – това са символните пениси, „фетишите“, от които мъжът/зрителят има нужда, за да изчезне неговият подсъзнателен страх от загуба на своя пенис, а да се появи „привличане“.

### Общество и религии
В сферата на разбирането на религиите скандалният принос на Фройд е книгата му „Мойсей и Монотеизма“ (1939) опитваща се да обясни рационално появата на юдейската религия. Въпреки че самият Фройд е евреин, той е тотален привърженик на рациото и e атеист. Използвайки психоаналитични техники за изчисляване на скрити данни в объркани повествования, Фройд стига до следните изводи: Юдеите живеят в рамките на египетската империя, и от египтяните се научават да се „обрязват“ и да избягват свинското месо. Моисей е египетско име, и той е бил доверен съюзник на египетския император Аменхотеп IV (известен и като Ехнатон), който започнал борба с жреческото съсловие и забранил всички богове освен един. Оттук дошла идеята за един-единствен бог. След като жреците свалят от власт Аменхотеп, неговият доверен съюзник бяга от Египет заедно с юдеите, които вероятно са му били поверени по начало. Моисей въвежда при юдеите монотеистичната идея на Аменхотеп. След като стигнали Палестина, юдеите на Моисей се смесили с местните племена, които почитали вулканическо божество Яхве, на което принасяли жертви. Затова Яхве се явява на върха на планина, като пламък или тъмен облак. Двете народности и религии се смесили, и така се появил днешният юдаизъм и религиите изградени върху тази основа – християнство и ислям. Това също обяснявало защо в библията Бог ту е всесилен създател на вселената, ту повече прилича на дребен демон, закрилящ избрано племе срещу строга система от животински жертвоприношения.
В близки отношения с Фройд е неговият може би най-известен ученик – Карл Густав Юнг, който на един етап от развитието си се дистанцира от идеите на Фройд и основава собствена школа по психоанализа в Цюрих. Фройд и Юнг прекъсват приятелството си през 1914. След това Вилхелм Райх е новата надежда на Фройд, но през 1924 с него също се изострят отношенията.
Психологичните и социологически възгледи на Фройд оказват влияние върху психологията, психиатрията, социологията, литературата (Итало Свево) и изобразителното изкуство (Густав Климт, Салвадор Дали) през първата половина на XX век.

## Любопитно
Фройд е чичо на известния и влиятелен PR гуру Едуард Бернайс (Edward Bernays) (1891 – 1995), който използва идеите на чичо си за безсъзнателните, ирационални човешки импулси, за да ги впрегне в корпоративни интереси и да накара масите да консумират продукти и услуги, основаващи се не на рационални нужди, а на ирационални желания.

## Книги на български език
- „Върху психоанализата“. Пет лекции, държани по случай 20-годишнината на Clark University in Worchester през септември 1909 г., София, Пряпорец, 1927
- Несъзнатото, София, 1932 (София: Доверие)
- Въведение в психоанализата, печатница Изгрев, 1947
- Въведение в психоанализата, Изд. Наука и изкуство, 1990
- Ерос и култура, Изд. Евразия-Абагар, 1991
- Методика и техника на психоанализата, Изд. Евразия-Абагар, 1991
- Психология на сексуалността, Изд. Христо Ботев, 1991
- Естетика, изкуство, литература, Унив. изд. Св. Климент Охридски, 1991
- Един спомен от детството на Леонардо, Бряг Принт, 1991
- Отвъд принципа на удоволствието, Изд. Наука и Изкуство, 1992
- Тотем и табу, Изд. Евразия-Абагар, 1992
- Тълкуване на сънищата, Изд. Евразия-Абагар, 1993, 1994
- Психоанализа и медицина, Изд. Евразия-Абагар, 1993
- Психоанализата: Теория и Практика, Евразия, 1993
- Детската душа, Изд. Евразия, 1993, 1994
- Тайната на живота, Изд. Евразия, 1993
- Неврозите: Произход и лекуване, Изд. Евразия, 1993
- Анатомия на чувствата, Изд. Евразия, 1994
- Изкуството на психоанализата, Изд. Евразия, 1994, 1998
- Нови уводни лекции в психоанализата, Изд. Евразия, 1994
- Психология на религията, Изд. Евразия, 1994
- Въжделение и страдание, Изд. Наука и изкуство, 1996
- Фантазии и сънища, Изд. Екслибрис, 1996
- Увод в психоанализата: Осн. курс лекции, Изд. Евразия, 1996
- Сънища и телепатия (Трудове по метапсихология), Изд. Евразия-Абагар, 1996
- Аз и То: Природата на несъзнаваното, Изд. Евразия, 1997
- Катарзис, Изд. Евразия, 1997
- Психоанализа: Теория и терапия (3 текста), Изд. къща КХ – Критика и хуманизъм, 2003
- 5-те случая: случай 1: Дора: Фрагмент от анализата на един случай на хистерия, с послеслов от д-р Давид Иерохам, Изд. къща КХ – Критика и Хуманизъм, Стигмати, 2009
- 5-те случая: случай 2: Човекът плъх: Бележки относно един случай на натраплива невроза, с послеслов от д-р Давид Иерохам, Изд. къща КХ – Критика и Хуманизъм, Стигмати, 2010
- 5-те случая: слчай 4: Председателят Шребер: Психоаналитични бележки върху един автобиографично описан случай на параноя, с послеслов от д-р Давид Иерохам, Изд. къща КХ – Критика и Хуманизъм, Стигмати, 2012
- 5-те случая: случай 3: Малкият Ханс: Анализа на фобията на едно петгодишно момче, с послеслов от д-р Давид Иерохам, Изд. къща КХ – Критика и Хуманизъм, Стигмати, 2011
- 5-те случая: случай 5: Човекът Вълк: Из историята на една инфантилна невроза. С допълнение от Рут Мак Брънзуик, с послеслов от д-р Давид Иерохам, Изд. къща КХ – Критика и Хуманизъм, Стигмати, 2013
- Тотем и табу: Някои сходства в психичния живот на диваците и невротиците, с послеслов от д-р Давид Иерохам, Изд. къща КХ – Критика и хуманизъм, 2013 (нов пълен превод)
- Лекции за въведение в психоанализата, Изд. Колибри, 2013 (преиздание)
- Психология на несънаваното, Изд. Колибри, 2014
- Ерос и култура. Неудовлетвореността от културата, Изд. Дамян Яков, 2015 (преиздание на изданието от 1991, същия преводач)
- Психология на сексуалността, Изд. Колибри, 2015 (друг превод)
- 5-те случая: случай 0: Анна О: Към психотерапия на хистерията, съвместно с Йозеф Бройер, с послеслов от д-р Давид Иерохам, Изд. къща КХ – Критика и Хуманизъм, Стигмати, 2016
- Изкуство и литература, Изд. Колибри, 2017
- 4 основни текста, Изд. Критика и хуманизъм, 2018
- Текстове за културата, Изд. Критика и хуманизъм, 2019
- Тълкуване на сънищата, Изд. Колибри, 2020 (нов превод от немски)